# Медопійник оливковокрилий
Медопійник оливковокрилий (Melithreptus chloropsis) — вид горобцеподібних птахів родини медолюбових (Meliphagidae). Ендемік Австралії.

## Поширення
Вид поширений на південному заході Західної Австралії. Він трапляється в смузі лісу Джарра в Брумгіллі, у Стірлінгському хребті і вздовж узбережжя затоки Стокс. Живе в сухих склерофільних лісах.

## Опис
Це медолюб середнього розміру з оливково-зеленим оперенням у верхній частині та білим у нижній частині. Голова, потилиця і горло чорні, з білою плямою над очима і білим півмісяцем на потилиці. Дзьоб темно-коричневий, а очі тьмяно-червоні. Обидві статі схожі зовні.